# Jablanica, Rožaje
Jablanica este un sat din comuna Rožaje, Muntenegru. Conform datelor de la recensământul din 2003, localitatea are 578 de locuitori (la recensământul din 1991 erau 488 de locuitori).

## Demografie
În satul Jablanica locuiesc 362 de persoane adulte, iar vârsta medie a populației este de 28,5 de ani (28,2 la bărbați și 28,7 la femei). În localitate sunt 116 gospodării, iar numărul mediu de membri în gospodărie este de 4,98.
|  |

| Demografie | Demografie | Demografie |
| An         | Locuitori  | Locuitori  |
| ---------- | ---------- | ---------- |
|            |            |            |
|            |            |            |
|            |            |            |
|            |            |            |
| 1948       | 474        |            |
| 1953       | 522        |            |
| 1961       | 520        |            |
| 1971       | 564        |            |
| 1981       | 572        |            |
| 1991       | 488        | 478        |
| 2003       | 717        | 578        |

| \| Componența etnică conform recensământului din 2003[2] \| Componența etnică conform recensământului din 2003[2] \| Componența etnică conform recensământului din 2003[2] \| Componența etnică conform recensământului din 2003[2] \| Componența etnică conform recensământului din 2003[2] \| \| ----------------------------------------------------- \| ----------------------------------------------------- \| ----------------------------------------------------- \| ----------------------------------------------------- \| ----------------------------------------------------- \| \| \| \| \| \| \| \| Bosniaci \| Bosniaci \| \| 573 \| 99,13% \| \| Musulmani \| Musulmani \| \| 4 \| 0,69% \| \| necunoscută \| necunoscută \| \| 0 \| 0% \| |             |  |     |        |
| Componența etnică conform recensământului din 2003 |             |  |     |        |
| |             |  |     |        |
| Bosniaci | Bosniaci    |  | 573 | 99,13% |
| Musulmani | Musulmani   |  | 4   | 0,69%  |
| necunoscută | necunoscută |  | 0   | 0%     |